# FaZe Clan
FaZe Clan (zkráceně FaZe, v minulosti FaZe Sniping) je profesionální esportová organizace se sídlem v Los Angeles, Kalifornie, USA. Organizace byla založena 30. května 2010. Členové organizace soutěží v různých videohrách, jako jsou Call of Duty, Counter-Strike 2, PUBG: Battlegrounds, Tom Clansy's Rainbow Six Siege, FIFA, Valorant, Fortnite Battle Royale a Rocket League.

## Sestava

### Counter-Strike 2
| Národnost | Přezdívka  | Jméno                | Datum vstupu     |
| --------- | ---------- | -------------------- | ---------------- |
| Lotyšsko  | „broky“    | Helvijs Saukants     | 26. září 2019    |
| Dánsko    | „karrigan“ | Finn Andersen        | 15. února 2021   |
| Norsko    | „rain“     | Håvard Nygaard       | 20. ledna 2016   |
| Slovensko | „frozen“   | David Čerňanský      | 5. prosinec 2023 |
| USA       | „EliGE“    | Jonathan Jablonowski | 10. leden 2025   |